# Вельбот
Вельбо́т (от англ. whaleboat — «китовая лодка») — быстроходная, относительно узкая, четырёх — 8-ми вёсельная шлюпка (вёсельный вельбот, гребной вельбот) с острыми образованиями носа и кормы.
В других источниках указано что Вельбо́т, небольшое одномачтовое, приморское судно для китобойного промысла, а также пяти — 6-ти вёсельная шлюпка, узкая и длинная шлюпка, имеющая острый нос и такую же корму, легка на ходу и на волнении.
Гребцы располагаются по одному на банке, вёсла на правый и левый борт через одно. Благодаря одинаковому строению обеих оконечностей вельбот не зарыскивает на попутной волне, хорошо проходит полосу прибоя. Кроме того, на нём одинаково легко грести и табанить. Первоначально использовали в китобойном промысле, за что и получил своё название. Позднее стали часто использовать как спасательный бот или при патрулировании пляжей, поскольку не требует времени для разворота.
Традиционно гребное судно, хотя при китовом промысле также имел съёмную мачту и паруса. Начиная со второй половины XIX века также оборудовали швертом (выдвижным килем). При движении под парусом управляли с помощью навесного руля, при гребле — кормовым веслом. При использовании в китобойном промысле на корме устанавливали прочный деревянный битенг, на котором рулевой удерживал гарпунный линь после попадания в кита. За него кит тащил вельбот, пока его не удавалось забить.
На современных военных кораблях «вельботами» иногда называют относительно лёгкие и быстроходные шлюпки для перевозки личного состава.